# División de Punch
La división de Punch es una subdivisión administrativa de la provincia de Azad Cachemira en Pakistán.
Como todas las divisiones pakistaníes, fue derogada en 2000 y luego restablecida en 2008.
La división reagrupa los distritos siguientes:
- Bagh
- Haveli
- Punch
- Sudhanoti